# Mirko Gori
Mirko Gori (Frosinone, Italia, 4 de febrero de 1993) es un futbolista italiano que juega como centrocampista en la Triestina de la Serie C.

## Trayectoria

### Inicios
Gori comenzó su carrera en el Frosinone. Fue parte del equipo mixto sub-16-17 en la temporada 2008-09, así como del equipo de reserva sub-20 en la temporada 2009-10. El 31 de agosto de 2010 Gori fue fichado por el Parma de la Serie A junto con Daniele Abbracciante en acuerdos temporales por 25.000 euros cada uno. Parma compró la mitad de los derechos de registro de Abbracciante, pero envió a Gori de regreso al Frosinone después de 4 apariciones en la liga para la reserva del Parma. Gori disputó con el Frosinone la liga de reserva sub-19 de Berretti en la temporada 2011-12, debido a que el primer equipo había descendido de la Serie B en 2011 a la Lega Pro Prima Divisione, hizo que la reserva no fuera elegible para la liga de reserva Primavera dedicada a la Serie A y Clubes B. Sin embargo, el filial ganó el título nacional para el club esa temporada.

### Frosinone
Gori fue ascendido al primer equipo en la temporada 2012-13 de la Lega Pro Prima Divisione. Hizo su debut en la Copa Italia 2012-13 contra Delta Porto Tolle. Gori fue el mediocampista central en la formación 4-3-3 en la segunda ronda de la copa. Así como mediocampista central izquierdo en la primera jornada de la liga. Hizo 18 apariciones en el torneo.
Gori también recibió la convocatoria de los equipos representativos de la Lega Pro de Italia para el último partido del grupo del International Challenge Trophy 2011-13 contra Rusia, también de igual forma para un partido amistoso contra Omán.

## Clubes
| Club                   | País   | Año           |
| ---------------------- | ------ | ------------- |
| Frosinone              | Italia | 2012-2022     |
| Alessandria (préstamo) | Italia | 2022          |
| Triestina              | Italia | 2022-presente |

## Estadísticas
| Frosinone Calcio · Italia         | 2011-12             | 0   | 0 | 0  | 0 | – | – | 0   | 0 |
| Frosinone Calcio · Italia         | 2012-13             | 18  | 0 | 2  | 0 | – | – | 20  | 0 |
| Frosinone Calcio · Italia         | 2013-14             | 13  | 1 | 4  | 0 | – | – | 17  | 1 |
| Frosinone Calcio · Italia         | 2014-15             | 29  | 1 | 0  | 0 | – | – | 29  | 1 |
| Frosinone Calcio · Italia         | 2015-16             | 28  | 0 | 1  | 0 | – | – | 29  | 0 |
| Frosinone Calcio · Italia         | 2016-17             | 35  | 0 | 2  | 0 | – | – | 37  | 0 |
| Frosinone Calcio · Italia         | 2017-18             | 33  | 2 | 2  | 1 | – | – | 35  | 3 |
| Frosinone Calcio · Italia         | 2018-19             | 10  | 0 | 0  | 0 | – | – | 10  | 0 |
| Frosinone Calcio · Italia         | 2019-20             | 29  | 0 | 2  | 0 | – | – | 31  | 0 |
| Frosinone Calcio · Italia         | 2020-21             | 0   | 0 | 0  | 0 | – | – | 0   | 0 |
| Frosinone Calcio · Italia         | Total               | 195 | 4 | 13 | 1 | – | – | 208 | 5 |
| Total en su carrera               | Total en su carrera | 195 | 4 | 13 | 1 | – | – | 208 | 5 |
| (1) Incluye datos de Copa Italia. |                     |     |   |    |   |   |   |     |   |